# 스쿠비 두 (영화)
《스쿠비 두》(영어: Scooby-Doo)는 2002년에 라자 고스넬 감독이 만든 미국의 코미디 영화다. 조지프 바베라가 그린 동명의 원작 만화 시리즈를 영화화하였다. 스쿠비 두 등 인간 이외의 인물들은 컴퓨터 생성 이미지를 사용해서 만들어졌다.
촬영은 호주의 퀸즐랜드주에서 진행되었고 약 8천 4백만 달러의 제작비가 소요되었다. 이 영화는 2002년 6월 14일에 개봉하였고 비록 많은 비판을 받았지만 총 수익은 2억 7,500만 달러였다. 레게 가수 Shaggy와 록밴드 MxPx는 스쿠비 두의 주제가를 여러 버전으로 부르기도 했다. 또한 2002년에는 영화에 나왔던 Scooby-Doo Spooky Coaster가 호주의 골드코스트에 있는 Warner Bros. Movie World에 만들어졌다.
이 영화에 이어지는 영화인 스쿠비 두 2: 몬스터 대소동은 2004년 3월 26일에 개봉하였다. 또한 2009년 9월 13일에 카툰 네트워크는 Scooby-Doo! The Mystery Begins라는 새로운 스쿠비 두 영화를 제작했다. 이 영화는 전에 두 편의 영화와 배우들이 완전히 다르다

## 줄거리
루나 유령 사건을 해결한 Mystery Inc.는 이어지는 다툼에 의해 해어졌다가 2년 후에 다시 만난다. Mystery Inc.의 섀기 로저스, 프레드 존스, 벨마 딩클리, 대프니 블레이크와 그들의 강아지인 스쿠비 두는 재회해서 스푸키 섬(Spooky Island)에 있는 끔찍한 리조트의 사건을 해결하기로 결심한다.
그들은 섬의 주인인 에밀 몬대베리어스(Emile Mondavarious)를 만나고 그에게로부터 관광객들이 이상한 저주를 받는다고 말한다. 섀기는 메리 제인이라는 여자와 사랑에 빠지고 스쿠비 두는 이상하게도 괴물들에게 자주 공격당한다. 벨마는 응우 투아나(N'Goo Tuana)라는 남자와 그의 친구이자 유명한 루차 리브레인 자르코스(Zarkos)를 만나서 악마들이 섬을 지배하고 있다는 설을 듣는다.
Mystery Inc.는 섬에 있는 버려진 유령의 성에 가고 거기서 대프니는 Daemon Ritus라고 불리는 사면체 모양의 유물을 발견한다. 벨마와 프레드는 유령들을 위한 이상한 교실과 비디오를 찾는다. 성을 다 둘러보고 호텔로 돌아올 때, Mystery Inc.는 악마들에게 공격을 당하고 프레드와 벨마, 그리고 몬대베리어스는 악마들에게 납치당한다. 다음날에는 대프니가 자르코스에게 잡혀가고 섀기와 스쿠비 두는 프레드, 벨마, 그리고 관광객들이 악마들에게 홀리고 있다는 사실을 깨달았다. 그들은 섀기가 사랑했던 메리 제인과 함께 도망치지만 그녀도 홀려지고 있다는 사실을 알게된다. 섀기와 스쿠비 두는 싸우기 시작하고 싸움 도중에 스쿠비 두는 깊은 구멍에 빠진다. 섀기는 스쿠비 두를 구하려고 구멍으로 뛰어든다. 섀기는 악마들에게 홀린 사람들의 원형질 영혼을 담고 있는 큰 통을 발견하고 그 영혼들을 악마들로부터 풀어준다. 대프니와 프레드와 벨마도 영혼을 다시 되찾게 되고 벨마는 악마들이 햇빛을 맞으면 파괴된다는 사실을 깨닫는다.

## 배역
- 스콧 아인즈 - 스쿠비 두
- 매슈 릴러드 - 섀기
- 로언 앳킨슨 - 에밀 몬대리어스

## SBS 성우진 (2007년 8월 18일)
- 이철용 - 스쿠비 두(네일 패닝)
- 김일 - 섀기(매튜 릴라드)
- 유동균 - 프레드(프레디 프린즈 주니어)
- 박소라 - 데프니(세라 미셸 겔러)
- 소연 - 벨마(린다 카델리니)
- 안장혁 - 스크래피 두(스콧 이네스)
- 이윤선 - 몬다바리우스(로언 앳킨슨)
- 정미숙 - 메리 제인(아일라 피셔)
- 한상덕 - 누쿨 타우나(스티븐 그리브스) / 스미더스(니컬러스 호프)
- 차명화 - 파멜라 앤더슨(본인) / 기자(셰릴 벤코)
- 오인성 - 주술사(미구엘 A. 누네즈 주니어)
- 박찬희 - 레슬러(샘 그레코) / 관광객(크리스티언 쉬미드)